# ريتشارد فينبيتشلار
ريتشارد فينبيتشلار (بالألمانية: Richard Windbichler)‏ (2 أبريل 1991 بالنمسا السفلى في النمسا - ) هو لاعب كرة قدم نمساوي في مركز الدفاع. شارك مع منتخب النمسا تحت 18 سنة لكرة القدم ومنتخب النمسا تحت 19 سنة لكرة القدم ومنتخب النمسا تحت 20 سنة لكرة القدم ومنتخب النمسا تحت 21 سنة لكرة القدم. أما مع النوادي، فقد لعب مع أدميرا فاكر مودلينغ وأوستريا فيينا.

## وصلات خارجية
- ريتشارد فينبيتشلار على موقع دوري كوريا الجنوبية (الإنجليزية)
- ريتشارد فينبيتشلار على موقع قاعدة بيانات كرة القدم.إي يو (الإنجليزية)
- ريتشارد فينبيتشلار على موقع Soccerway.com (الإنجليزية)
- ريتشارد فينبيتشلار على موقع عالم كرة القدم.نت (الإنجليزية)
- ريتشارد فينبيتشلار على موقع AS.com (الإسبانية)